# Chybový práh
Chybový práh (anglicky error floor) je v teorii kódování jev, které se objevuje u moderních iterovaných samoopravných kódů založených na řídkých grafech jako jsou LDPC kódy a turbokódy. Pokud zkoumáme bitovou chybovost (BER) jako funkci poměru signál-šum (SNR), u obvyklých kódů, jako jsou Reedovy–Solomonovy kódy s algebraickým dekódováním nebo pro konvoluční kódy s Viterbiho dekodérem, klesá BER se zlepšujícím se poměrem signál-šum (SNR). Pro LDPC kódy a turbokódy však existuje bod, po jehož překročení křivka neklesá tak rychle jako před tímto bodem, jinými slovy: existuje oblast, ve které se vzrůst výkonnosti zplošťuje. Tato oblast se nazývá oblast chybového prahu. Oblast bezprostředně před náhlým poklesem výkonnosti se nazývá vodopádová oblast.
Existence chybového prahu je obvykle přičítána kódovým slovům s nízkou váhou (v případě turbokódů) a trapping množinám nebo téměř kódových slovům (v případě LDPC kódů).